# 米利扬·泽科维奇
米利扬·泽科维奇（羅馬化：Miljan Zeković，1925年11月15日—1993年12月10日），黑山男子足球运动员，场上位置是后卫。他曾代表南斯拉夫国家队参加1954年国际足联世界杯，结果队伍止步八强赛。